# Mariano Necochea
Mariano Pascual Necochea (Buenos Aires, 7 de septiembre de 1792 - Miraflores, Lima, 5 de abril de 1849) fue un militar argentino que participó en la guerra de independencia de la Argentina, Chile y Perú.

## Primeros años y los Granaderos a Caballo
Mariano Necochea nació en Buenos Aires el 7 de septiembre de 1792, hijo de padres españoles, del rico vasco navarro Casimiro Francisco Necochea y de María Mercedes Soraza. Viajó a España en los primeros años del siglo XIX, yendo a estudiar matemáticas, humanidades e idiomas a Sevilla. Regresó a Buenos Aires en 1809, a la muerte de su padre, para hacerse cargo de los negocios de este.
No participó en la Revolución de Mayo, y se mantuvo ligado al comercio exterior.
En 1812, sorpresivamente se incorporó al Regimiento de Granaderos a Caballo, que acababa de fundar el coronel José de San Martín, con el grado de alférez. Participó en la batalla de San Lorenzo y, dada su cultura refinada, su jefe le encargó redactar el parte oficial de la victoria. Durante un corto período, formó parte de la guarnición de Santa Fe.
Se unió a la expedición al Alto Perú comandada por José Rondeau, al frente de un escuadrón de Granaderos, con el grado de capitán. Fue el único hombre que se salvó de la sorpresa de El Tejar —algo al norte de Humahuaca— en que fue tomado prisionero el general Martín Rodríguez. Combatió en la batalla de Venta y Media y en la terrible derrota de Sipe Sipe, en la que fue herido de cierta gravedad; no obstante, logró reunir a los Granaderos y otros soldados del ejército derrotado. Llegó en camilla hasta Chuquisaca y fue trasladado a Tucumán.
En 1816 fue el jefe de la escolta del recién nombrado Director Supremo, Juan Martín de Pueyrredón.

## La Campaña a Chile

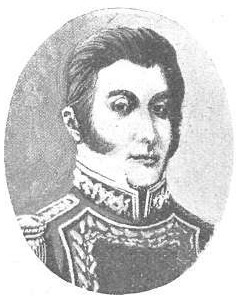
Mariano Necochea en un dibujo de 1820

Pasó a Mendoza cuando el general San Martín ordenó la concentración de todo el regimiento de Granaderos, incorporándose al Ejército de los Andes. Tuvo un papel destacado en la educación de sus oficiales. Por consejo suyo, también se unió al Ejército su hermano Eugenio Necochea, dos años menor que él, que llegó a ser general del ejército chileno.
Apenas cruzada la Cordillera de los Andes, venció con su escuadrón en el combate de Las Coimas, en las estribaciones de la Cordillera.
Luchó en la batalla de Chacabuco a órdenes del general Las Heras. Bajo su mando hizo la campaña del sur de Chile, combatiendo en Gavilán, en el asalto a Talcahuano y en la sorpresa de Cancha Rayada. En ésta —o, según otras fuentes, poco después— fue herido en la mano, por lo que no pudo combatir en la batalla de Maipú.
Permaneció en Chile hasta el comienzo de la campaña independentista al Perú. Fue de los primeros firmantes del Acta de Rancagua, en que los oficiales del ejército expedicionario confirmaban en el mando a San Martín.

## Campaña al Perú
Poco después de desembarcar en Paracas, fue el segundo del general Juan Antonio Álvarez de Arenales en las dos campañas de la Sierra, y luchó en las batallas de Nazca y Cerro de Pasco. Fue ascendido a general durante el sitio del Callao, y quedó al mando del Regimiento de Granaderos a Caballo.
Tras la retirada de San Martín en 1823, quedó en el Perú a las órdenes de Simón Bolívar, que lo nombró por un tiempo gobernador de Lima. Fue uno de los dos jefes de la caballería argentina en la batalla de Junín, combate heroico en que sólo hubo participación de la caballería. Fue él quien inició el ataque, pero fue seriamente herido. La victoria fue posible gracias a la división de Isidoro Suárez, el otro jefe argentino. No pudo participar en la que sería la victoria definitiva, la batalla de Ayacucho.
Bolívar lo designó director de la Casa de Moneda. Tras un altercado con el gobierno peruano presidido por Bolívar, en el que fue acusado de participar en una conjura opositora y arrestado, regresó a Buenos Aires en 1826. Al salir del país devolvió las condecoraciones diciendo: «del Perú solo quiero llevarme las heridas». 
Al llegar, el presidente Bernardino Rivadavia lo nombró jefe de todas las reservas de Buenos Aires y le negó el permiso para hacer la campaña de la Guerra del Brasil a pesar de su insistencia. Ofendido por esa actitud, regresó al Perú, donde participó en la Guerra grancolombo-peruana comandando la caballería peruana en la Batalla del Portete de Tarqui. Volvió a Buenos Aires a la caída del gobierno de Bernardino Rivadavia.

## Las guerras civiles y el exilio

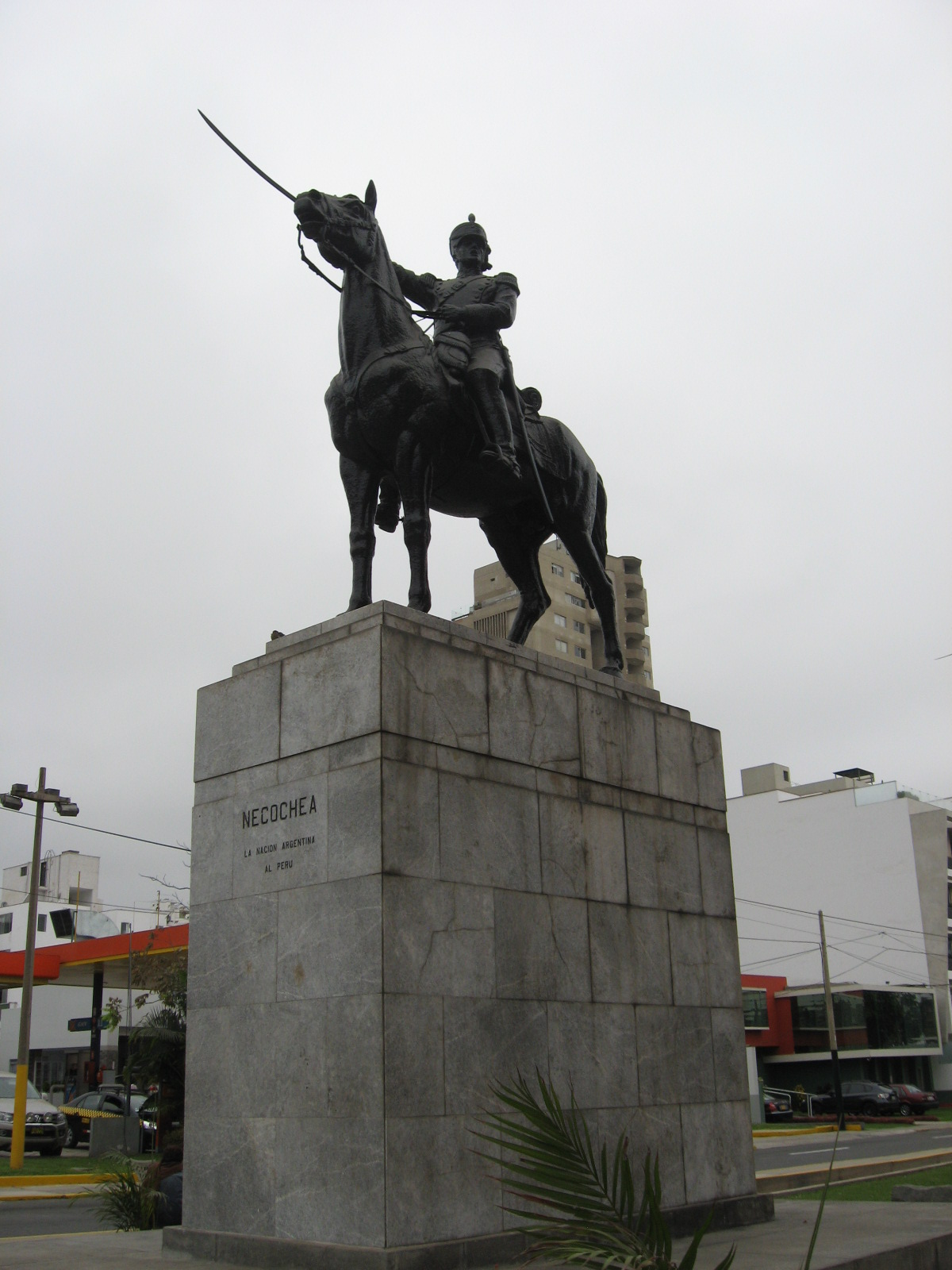
Monumento de Mariano Necochea en el Distrito de San Isidro en Lima

Fue sancionado por el gobernador Manuel Dorrego por pretender volcar una elección en favor de los unitarios, votando con todo su regimiento. No obstante, algunos autores citan el episodio como la intervención de Necochea en contra de un oficial partidario de Dorrego, que pretendía hacer votar a sus soldados en su favor.
Apoyó a Juan Lavalle en la revolución de diciembre de 1828, pero no tomó parte en la guerra civil que siguió. Abandonó Buenos Aires a fines del año siguiente, poco después de la caída de Lavalle.
Tras pasar un tiempo en Montevideo y en Chile, regresó al Perú en 1831. Nuevamente fue puesto al frente de la Casa de Moneda.
Fue ascendido al grado de mariscal por el gobierno peruano en 1834, pero durante la Confederación Perú-Boliviana dirigida por Andrés de Santa Cruz, se exilió en Chile. Tras la derrota de este en la batalla de Yungay pasó a Montevideo.
A principios de 1840, como parte de la campaña contra los federales, el presidente uruguayo Fructuoso Rivera lo envió a Entre Ríos a «recoger algunas vacas» —es decir, robar ganado— para alimentar su ejército. Tras un período en Montevideo, regresó al Perú y retomó sus actividades en la Casa de Moneda.
En sus últimos años su salud se deterioró sufriendo de intensos dolores, secuelas de la batalla de Junín donde había sufrido múltiples lesiones, como perder tres dedos de una mano, quedar inutilizado un brazo, y lo más grave una lesión en un pulmón provocada por una lanza. Falleció en su casa del entonces poblado de Miraflores el 5 de abril de 1849. Fue enterrado en el Cementerio Presbítero Matías Maestro, pero en 1949, al conmemorarse el centenario de su muerte, el gobierno peruano lo declaró Prócer Nacional y mandó que su cuerpo fuese trasladado al Panteón de los Próceres, ubicado junto al Parque Universitario en el Centro histórico de Lima, donde descansa desde entonces. 
La casa donde vivió y murió fue demolida en 1965, encontrándose actualmente ahí una tienda de Falabella, irónicamente la placa que había sido puesta a la entrada de la casa fue colocada junto al estacionamiento del centro comercial, para indicar que en ese sitio estuvo alguna vez su residencia, donde también se cree tuvieron lugar las conferencias de Miraflores.

## Homenajes, distinciones y condecoraciones

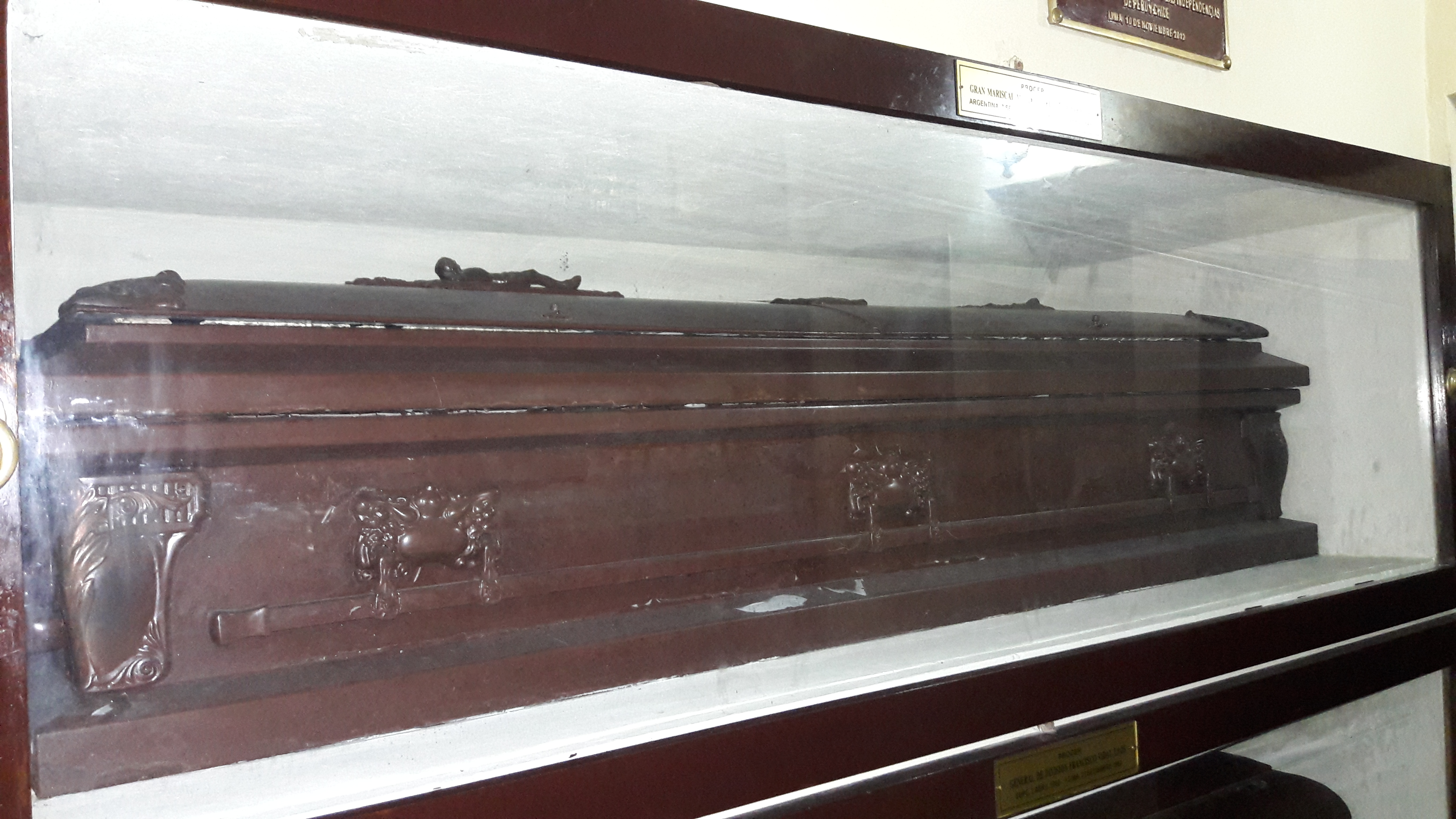
Sus restos reposan en el Panteón de los Próceres en Lima

### Condecoraciones extranjeras
- Oficial de la Legión de Mérito de Chile ( Chile).

### Homenajes
En la provincia de Buenos Aires se encuentra la ciudad de Necochea, cabecera del municipio del mismo nombre. El Ejército Argentino denomina con su nombre al Regimiento de Caballería de Tanques 8 con asiento en la ciudad de Magdalena en la misma provincia. También es homenajeado en las principales ciudades de la Argentina, mediante la imposición de su nombre a diferentes calles.
En el Perú es considerado un héroe de la independencia y ostenta el título de Gran Mariscal del Perú. El Ejército del Perú ha denominado con su nombre al Regimiento de Caballería N.º 7 acantonado el la localidad de Suyo, en la provincia de Sullana, en el departamento de Piura.

## Restitución de sus restos
El 5 de abril de 1949, al cumplirse el centenario de su muerte, el presidente argentino Juan D. Perón solicitó al gobierno del Perú la restitución de los restos del héroe.
La respuesta del gobierno peruano fue que Necochea había vivido mucho más tiempo en el Perú que en la Argentina, que se había transformado en ciudadano del Perú por voluntad propia, que el pueblo del Perú lo amaba y que había sido mariscal de sus ejércitos, por lo que no aceptó el traslado propuesto por la Argentina.